# John Lowther, 1:e viscount Lonsdale
John Lowther, 1:e viscount Lonsdale, född den 25 april 1655, död den 10 juli 1700, var en engelsk politiker. 
Lonsdale, som 1675-96 var underhusmedlem och vid 1688 års revolution genomdrev Vilhelms av Oranien erkännande i Westmorland, var 1690 en kort tid förste skattkammarlord, upphöjdes 1696 till peer som viscount Lonsdale och var 1699-1700 lordsigillbevarare.